# Губерт Штенцель
Губерт Штенцель (нім. Hubert Stenzel; 2 березня 1884, Терезієнталь, Моравія — 10 квітня 1951) — австро-угорський, австрійський і німецький офіцер, генерал-лейтенант вермахту.

## Біографія
18 серпня 1904 року вступив у австро-угорську армію. Учасник Першої світової війни, після закінчення якої продовжив службу в австрійській армії. Після аншлюсу автоматично перейшов у вермахт.
З 1 вересня 1939 року — командир 34-го запасного артилерійського полку. З 6 жовтня 1939 по червень 1940 року — командир 263-го, з 13 липня 1940 року — 268-го, з 1 жовтня 1940 року — 132-го артилерійського полку. З 25 вересня 1942 року — командир дивізії 402. 31 грудня 1944 року звільнений у відставку.

## Звання
- Лейтенант (1 травня 1907)
- Обер-лейтенант (1 листопада 1912)
- Гауптман (1 вересня 1915)
- Титулярний майор (9 липня 1921)
- Штабс-гауптман (1 березня 1923)
- Титулярний майор (3 липня (1923)
- Майор (27 липня 1926)
- Оберст-лейтенант (10 січня 1933)
- Оберст (1 січня 1938)
- Генерал-майор (1 квітня 1942)
- Генерал-лейтенант (1 квітня 1944)

## Нагороди
- Ювілейний хрест (1908)
- Почесний знак Австрійського Червоного Хреста 2-го класу
- Медаль «За військові заслуги» (Австро-Угорщина)
  - бронзова з мечами
  - 2 срібних з мечами
- Хрест «За військові заслуги» (Австро-Угорщина) 3-го класу з військовою відзнакою і мечами (19 лютого 1915; нагороджений двічі)
- Орден Залізної Корони 3-го класу з військовою відзнакою і мечами (21 липня 1918)
- Військовий Хрест Карла
- Пам'ятна військова медаль (Австрія) з мечами
- Хрест «За вислугу років» (Австрія) 2-го класу для офіцерів (25 років; 8 жовтня 1934)
- Орден Заслуг (Австрія), лицарський хрест (11 липня 1935)
- Срібний почесний знак «За заслуги перед Австрійською Республікою»
- Почесний хрест ветерана війни з мечами
- Медаль «За вислугу років у Вермахті» 4-го, 3-го, 2-го і 1-го класу (25 років)
- Залізний хрест 2-го і 1-го класу